# 金宰範 (演員)
金宰範（韓語：김재범，1979年12月1日—），另譯作金宰范、金在範，韓國男演員。

## 演出作品

### 電視劇
- 2018年：tvN《致忘了詩的你》飾演 朴施元
- 2019年：MBC《檢法男女2》飾演 林宗閔
- 2022年：tvN《王后傘下》飾演 權五景/李翊賢[2]
- 2022年：Disney+《舊案尋兇》飾演 楊基泰[3]
- 2023年：Disney+《舊案尋兇2》飾演 楊基泰[4]
- 2023年：tvN《运气好的日子》飾演 鄭老闆（特別出演）
- 2024年：Netflix《遺贈的秘密》飾演 陸聖洙
- 2024年：JTBC《低谷医生》飾演 姜鎮碩

### 電影
- 2017年：《乘著馬車高歌（朝鲜语：마차 타고 고래고래）》飾演 炳泰
- 2018年：《兇殺線索（朝鲜语：데자뷰 (2018년 영화)）》飾演 鄭顯求
- 2021年：《綁架影帝黃晸珉》飾演 崔基元[5]

### 音樂劇
- 2004年：《地鐵1號線》[6]
- 2020年：《謀殺歌謠》

### 话剧
- 2024年：《ART》[7]

## 獎項
| 年份 | 頒獎               | 片名           | 獎項           | 備註 |
| ---- | ------------------ | -------------- | -------------- | ---- |
| 2021 | 第42屆青龍電影獎   | 綁架影帝黃晸珉 | 新人男演員獎   | 提名 |
| 2022 | 第58屆百想藝術大獎 | 綁架影帝黃晸珉 | 男子新人演技獎 | 提名 |

## 外部連結
- 金宰範的Instagram帳戶
- 金宰範在NAVER上的资料
- 金宰範在Daum上的资料
- 金宰範在HanCinema的頁面（英文）